# Hyomys
Hyomys là một chi động vật có vú trong họ Muridae, bộ Gặm nhấm. Chi này được Thomas miêu tả năm 1903. Loài điển hình của chi này là Hyomys meeki Thomas, 1904 (= Mus goliath Milne-Edwards, 1900).

## Các loài
Chi này gồm các loài: